# Paraphoides largifica
Paraphoides largifica là một loài bướm đêm trong họ Geometridae.